# Pawlusie
Pawlusie – dawny przysiółek wsi Wieprz, 1 stycznia 1950 roku włączony w granice administracyjne miasta Żywiec razem z wsiami Zabłocie, Sporysz i Kocurów, obecnie stanowi południową część dzielnicy Zabłocie. W 1856 roku na jego terenie powstał Arcyksiążęcy Browar w Żywcu.